# Novomîhailivka, Mîkolaiiv
Novomîhailivka (în ucraineană Новомихайлівка) este un sat în comuna Bezvodne din raionul Mîkolaiiv, regiunea Mîkolaiiv, Ucraina.

## Demografie
Componența lingvistică a localității Novomîhailivka
     Ucraineană (90,48%)
     Rusă (4,76%)
     Română (4,76%)
Conform recensământului din 2001, majoritatea populației localității Novomîhailivka era vorbitoare de ucraineană (90,48%), existând în minoritate și vorbitori de rusă (4,76%) și română (4,76%).